# Josh Dasilva
Pelenda Joshua Tunga Dasilva (Ilford, Inglaterra, 23 de octubre de 1998) es un futbolista británico que juega en la demarcación de centrocampista.

## Biografía
Tras formarse en las filas inferiores del Arsenal F. C., finalmente en 2017 ascendió al primer equipo, haciendo su debut el 20 de septiembre en la final de la Copa de la Liga contra el Doncaster Rovers. Tras jugar un par de partidos más en la misma competición, el 21 de agosto de 2018 fichó por el Brentford F. C. para las siguientes cuatro temporadas. Permaneció siete y el 30 de junio de 2025 quedó libre, pero continuó acudiendo a las instalaciones del club para recuperarse de una lesión de rodilla.

## Clubes
| Club            | País       | Año       | Partidos | Goles |
| --------------- | ---------- | --------- | -------- | ----- |
| Arsenal F. C.   | Inglaterra | 2017-2018 | 3        | 0     |
| Brentford F. C. | Inglaterra | 2018-2025 | 157      | 22    |